# Pożyczka Obrony Przeciwlotniczej

Plakat promujący Pożyczki, 1939

Pożyczka Obrony Przeciwlotniczej – wewnętrzna pożyczka państwowa, o charakterze obligacji celowych, przeznaczona na cele rozbudowy lotnictwa wojskowego i artylerii przeciwlotniczej. Obligacje były oprocentowane w wysokości 5% w stosunku rocznym na okres 15 lat (do 1954 roku). Obligacje były wyemitowane w oparciu o ustawę o dotacjach na rzesz Funduszu Obrony Narodowej i o inwestycjach z funduszy państwowych. Subskrypcja trwała od 5 kwietnia 1939 do 5 maja 1939 roku.
P.O.P. spowodowało bardzo dużą mobilizację społeczną. W jej wyniku zebrano ponad 400 milionów złotych.